# Niviventer rapit
Niviventer rapit је врста глодара из породице мишева (лат. Muridae). 

## Распрострањење
Врста има станиште у Индонезији и Малезији.

## Станиште
Врста Niviventer rapit има станиште на копну.

## Угроженост
Ова врста није угрожена, и наведена је као последња брига јер има широко распрострањење.

### Популациони тренд
Популациони тренд је за ову врсту непознат.